# Ōta-jinja (Setana)

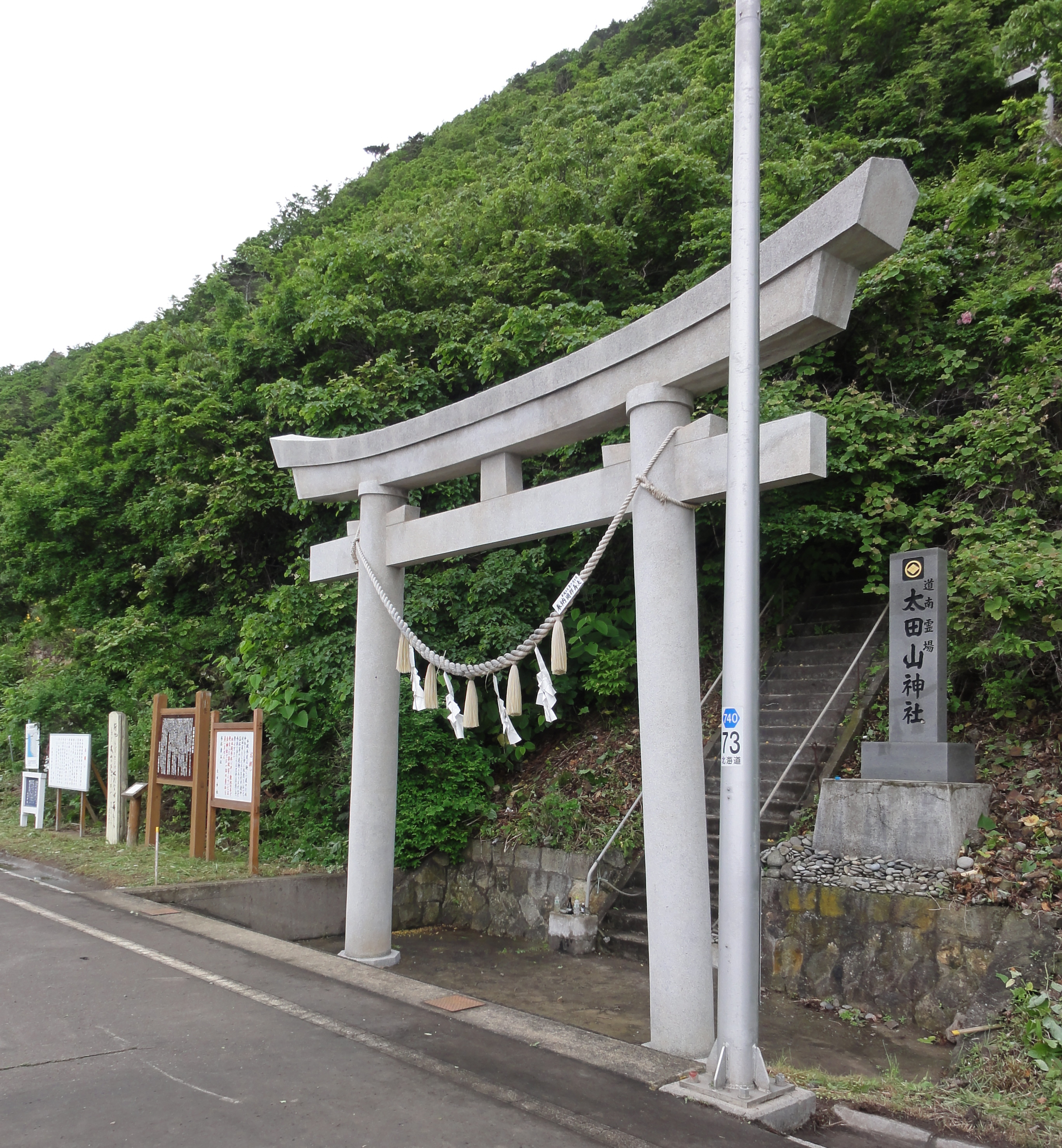
Entrée (torii) du sanctuaire d'Ōta

L'Ōta Jinja (太田神社) est un sanctuaire shinto situé dans la ville de Setana, Hokkaidō, au Japon. Fondé en 1441-3, ses bâtiments sont dispersés dans la montagne escarpée surplombant la mer du Japon,,,.

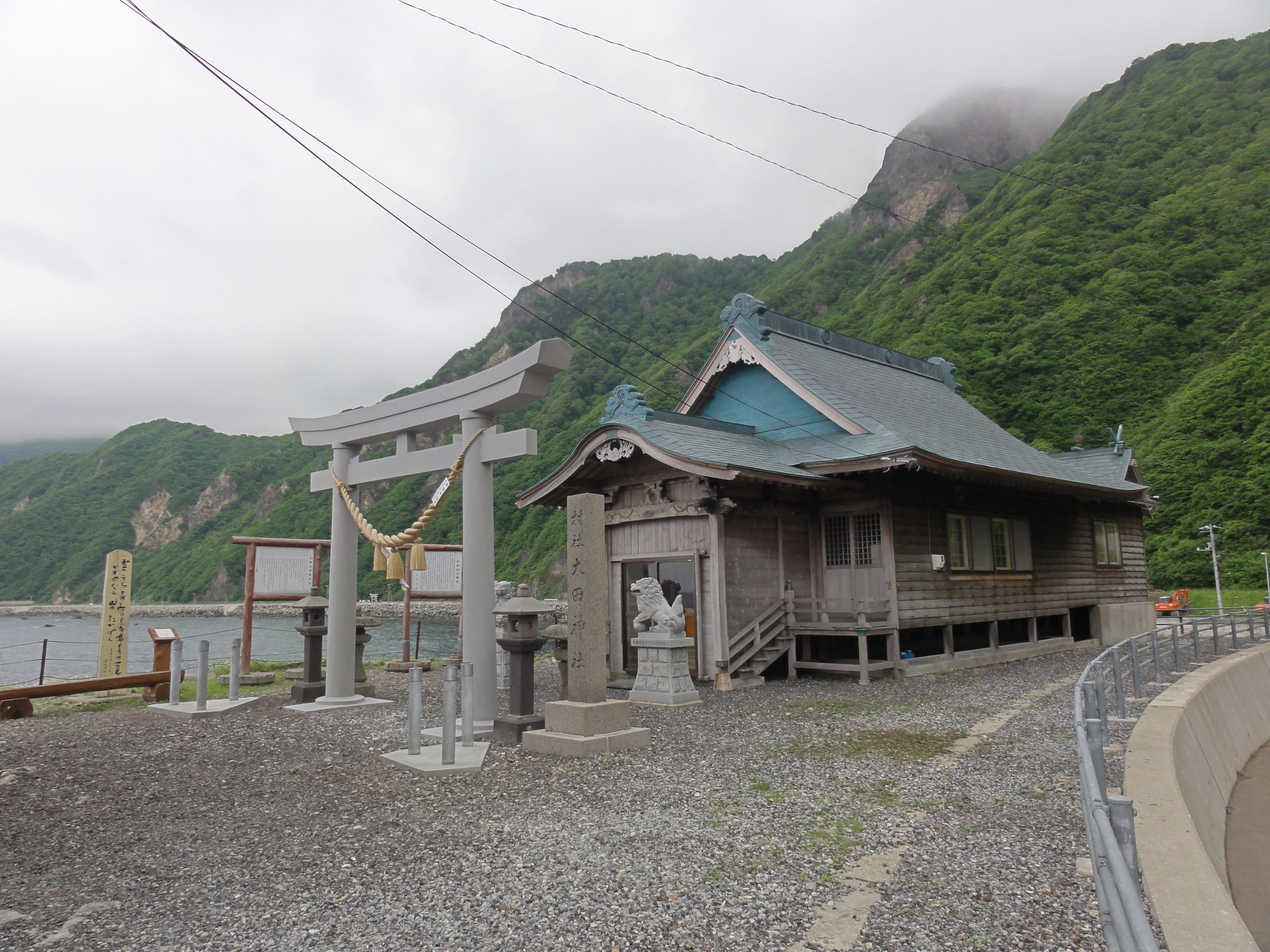
Le sanctuaire au bord de la falaise
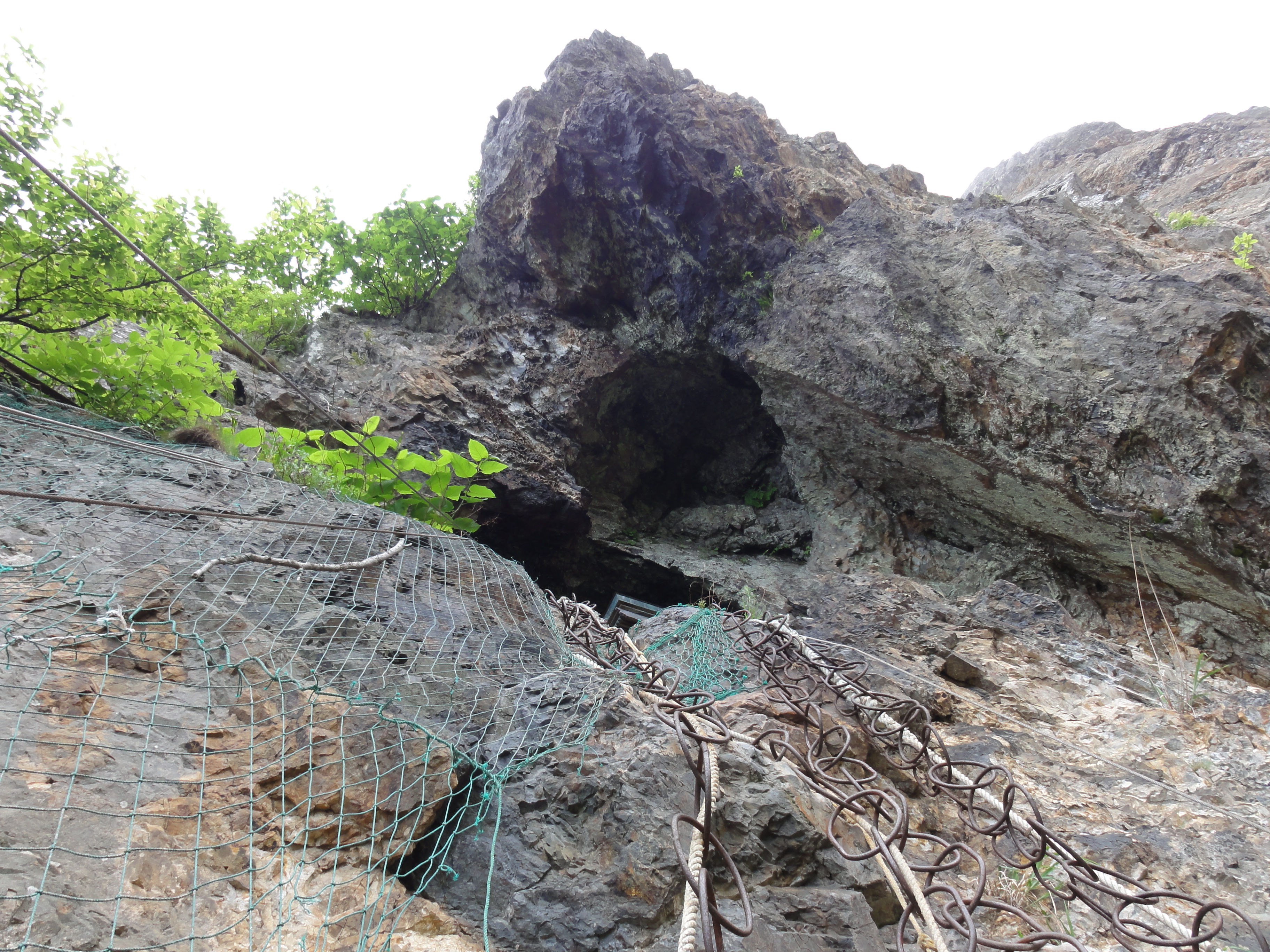
Le honden est visible au creux de la falaise